# Palazzo Falconieri

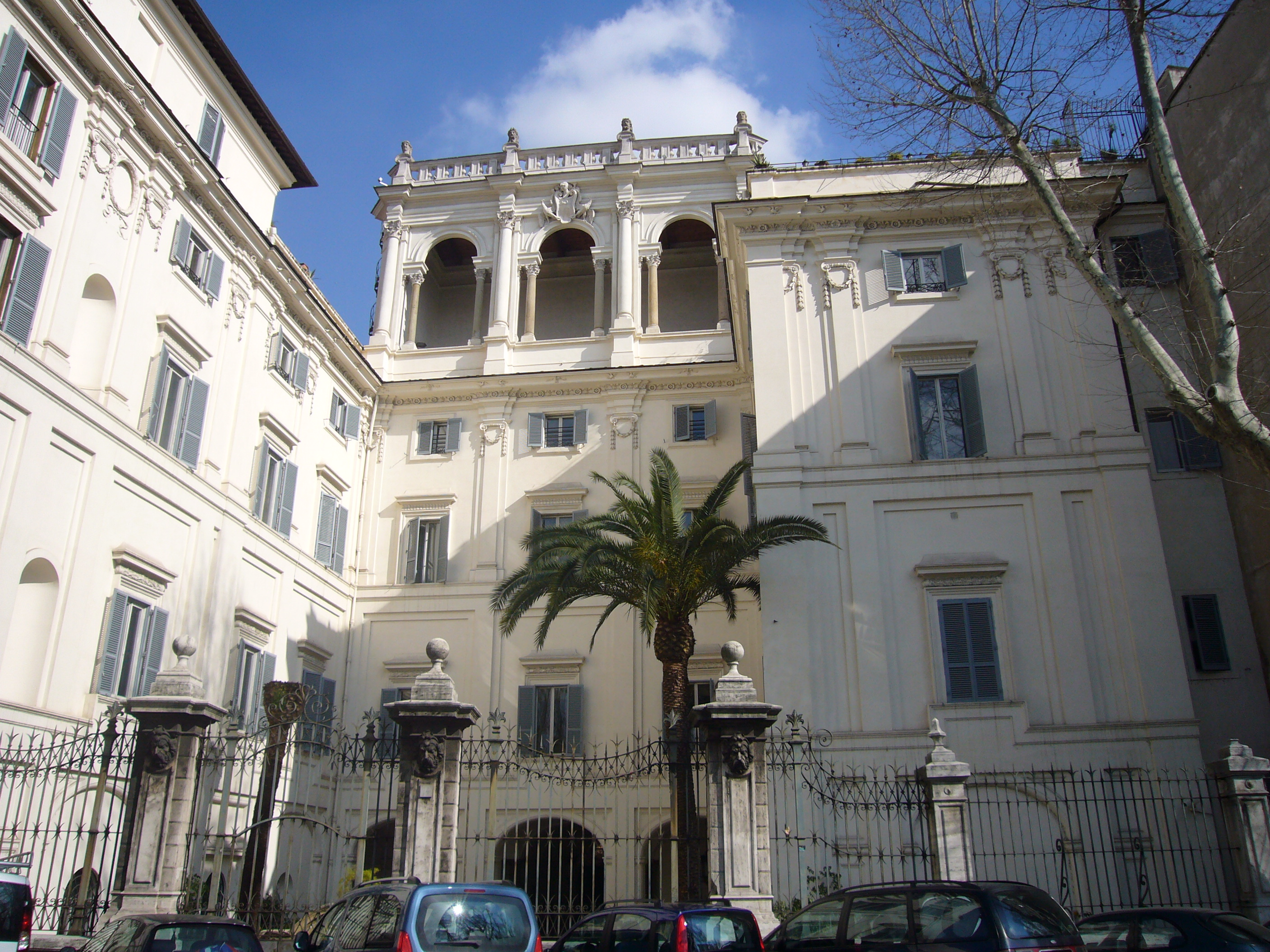
Palazzo Falconieri med fasaden som vetter mot Tibern

Palazzo Falconieri är ett palats beläget vid Via Giulia i Rom. Det påbörjades under 1500-talet och tillbyggdes av Francesco Borromini på 1640-talet. På ömse sidor om palatsets fasad designade Borromini karyatider med kvinnobröst och falkhuvuden.
Palazzo Falconieri hyser den ungerska akademin.